# Adesmia tehuelcha
Adesmia tehuelcha es una especie de planta floral del género Adesmia, categorizada en la tribu Dalbergieae, de la familia Fabaceae.

## Distribución
Especie nativa de Argentina. Crece en el bioma templado.

## Taxonomía
Fue descrita por Speg.
Tratamiento taxonómico
La especie aparece registrada y publicada en Anales de la Sociedad Científica Argentina. 47: 275 (1899).